# Ayane Miyazaki
Ayane Miyazaki (jap. 宮﨑 彩音, Miyazaki Ayane; * 15. September 2002 in Nozawa Onsen, Präfektur Nagano)  ist eine japanische Nordische Kombiniererin.

## Werdegang
Miyazaki gab am 20. Januar 2018 in Rena ihr Debüt im erstmals ausgetragenen Continental Cup. Nachdem sie am ersten Wettkampftag noch Zweite hinter der Russin Stefanija Nadymowa geworden war, gewann sie den zweiten Wettbewerb vor Nadymowa und Jenny Nowak. Mit zwei weiteren Podestplätzen in Nischni Tagil belegte Miyazaki den zweiten Platz in der Gesamtwertung. Zum Saisonabschluss gewann sie am 21. März 2018 in Nayoro ihren ersten Meistertitel. Im Winter 2018/19 ging Miyazaki nur an einer Station des Continental Cups an den Start. Bei den beiden Wettkämpfen in Otepää konnte sie ihre Podestserie fortsetzen und wurde einmal Zweite sowie einmal Dritte. Am 23. Januar 2019 leistete Miyazaki Historisches, als sie den erstmals ausgetragenen Wettbewerb bei den Nordischen Junioren-Skiweltmeisterschaften 2019 in Lahti gewann. Darüber hinaus verteidigte sie Ende Februar ihren japanischen Meistertitel in Hakuba. 
Bei den Olympischen Jugend-Winterspielen 2020 in Prémanon gewann Miyazaki die Silbermedaille hinter Lisa Hirner. Wenige Wochen später startete Miyazaki erstmals in der Saison 2019/20 im Continental Cup. Am Wettkampfwochenende Ende Februar 2020 in Eisenerz belegte sie sowohl im Gundersen Einzel als auch im Massenstart den sechsten Rang. Darüber hinaus war sie Teil des japanischen Mixed-Teams, das den erstmals ausgetragenen Mixed-Team-Wettbewerb im Continental Cup auf dem dritten Rang beendete. Wie im Vorjahr nahm sie an keinen weiteren Stationen im Continental Cup teil, womit sie die Saison mit 80 Punkten auf dem 23. Platz beendete. Allerdings trat sie im März an den Nordischen Junioren-Skiweltmeisterschaften 2020 in Oberwiesenthal an, wo sie als Titelverteidigerin zu den Favoritinnen zählte. Dieser Rolle konnte sie nicht gerecht werden, denn mit ihrem achten Platz blieb sie rund anderthalb Minuten hinter der Spitze zurück. Zwei Tage später gewann sie hingegen gemeinsam mit Daimatsu Takehana, Anju Nakamura und Kodai Kimura die Bronzemedaille beim Mixed-Team-Wettbewerb.
Anfang Dezember 2020 reiste Miyazaki gemeinsam mit dem japanischen Weltcup-Kader nach Europa, wo sie bis zum 1. März 2021 verblieben. In der dritten Dezemberwoche stand der historisch erste Weltcup-Wettbewerb in der Ramsau auf dem Programm. Am Tag vor dem Wettkampf wurden Mitglieder des japanischen Trainerstabs positiv auf das Virus SARS-CoV-2 getestet, weshalb die japanischen Athletinnen vom Training sowie dem provisorischen Wettkampfsprung ausgeschlossen wurden. Nachdem die folgenden Tests bei den Sportlerinnen negativ ausfielen, durften sie schließlich doch am Wettbewerb nach der Gundersen-Methode teilnehmen. So debütierte Miyazaki am 18. Dezember 2020 im Weltcup und belegte den 17. Platz. Nach einer mehrwöchigen Wettkampfpause standen vom 22. bis 24. Januar 2021 in Eisenerz die ersten Continental-Cup-Wettbewerbe der Saison an. Dabei erreichte Miyazaki am ersten Wettkampftag als Dritte zum siebten Mal das Podest, ehe sie an den beiden folgenden Tagen jeweils Siebte wurde. Wenige Wochen später reiste Miyazaki erneut zu den Nordischen Junioren-Skiweltmeisterschaften nach Lahti, wo sie im Einzel den fünften Rang belegte. Darüber hinaus wurde sie gemeinsam mit Yūto Nishikata, Yuna Kasai und Kodai Kimura ebenfalls Fünfte im Mixed-Team. Bei den Nordischen Skiweltmeisterschaften 2021 in Oberstdorf ging Miyazaki mit einem Rückstand von 76 Sekunden auf die Führende nach dem Sprunglauf auf die Loipe. Im Langlauf konnte sie ihre Position halten und beendete so die historisch erste Medaillenentscheidung der Nordischen Kombiniererinnen auf dem zehnten Platz.
Bei der Winter-Universiade 2023 in Lake Placid gewann Kasai im Gundersen Einzel die Bronzemedaille.

## Erfolge

### Continental-Cup-Siege im Einzel
| Nr. | Datum           | Ort  | Disziplin               |
| --- | --------------- | ---- | ----------------------- |
| 1.  | 21. Januar 2018 | Rena | Gundersen Normalschanze |

## Statistik

### Weltcup-Platzierungen
| Saison  | Platz | Punkte |
| ------- | ----- | ------ |
| 2020/21 | 17.   | 014    |

### Continental-Cup-Platzierungen
| Saison  | Platz | Punkte |
| ------- | ----- | ------ |
| 2017/18 | 02.   | 320    |
| 2018/19 | 12.   | 140    |
| 2019/20 | 23.   | 080    |
| 2020/21 | 12.   | 132    |